# Ибн аль-Банна аль-Марракуши
Абу-ль-Аббас Ахмад ибн Мухаммад аль-Азади (араб. ابن البناء المراكشي‎, Марракеш, 29 декабря 1256 —Марракеш, 31 июля 1321) — западноарабский математик и астроном. Известен как Ибн аль-Банна аль-Марракуши («сын архитектора из Марракеша»). Он получил основательное математическое образование и преподавал математику и астрономию в медресе в Фесе, а также вёл частную практику у себя дома.
Он был первым, кто использовал выражение «альманах» (исходное арабское слово «аль-манах» означает «погода»). В своих трудах он также описал два вида астролябии и доисламский арабский календарь. Как астроном он придерживался традиций аз-Заркали.

## Научная деятельность
В своих работах аль-Банна использовал цепные дроби для приближённого вычисления квадратных корней. Другими интересными результатами суммирования рядов являются предоставленные им равенства:
{\displaystyle 1^{3}+3^{3}+...+(2n-1)^{3}=n^{2}(2n^{2}-1)}  и  {\displaystyle 1^{2}+3^{2}+...+(2n-1)^{2}={\frac {2n}{6}}(2n+1)(2n-1)}.
Пожалуй, наиболее интересной из всех является его работа над биномиальными коэффициентами. Аль-Банна показывает, что:
{\displaystyle {\binom {n}{2}}={\frac {1}{2}}n(n-1)}, а затем и что {\displaystyle {\binom {n}{3}}={\frac {1}{3}}{\binom {n}{2}}(n-2)}. Он пишет:
...троичная комбинация получается, таким образом, умножением третьего члена, предшествующего данному числу; и поэтому мы всегда умножаем комбинацию, которая предшествует искомой комбинации, на число, которое предшествует данному числу, и расстояние до которого равно числу искомых комбинаций. Из произведения мы берем часть, которая называет число комбинаций.
Хотя современному читателю это может быть немного сложно интерпретировать, аль-Банна здесь утверждает, что: {\displaystyle {\binom {n}{k}}={\binom {n}{k-1}}{\frac {1}{k}}(p-(k-1))}.
А затем приходит и к более известному современным математикам равенству: {\displaystyle {\binom {n}{k}}={\frac {1}{k!}}n(n-1)(n-2)...(n-k+1)}.
Рошди Рашед отмечает, что данные результаты находятся всего в шаге от треугольника Паскаля, который был открыт на три столетия раньше учёным аль-Караджи и на столетие раньше аль-Банны встречается в работах аль-Самуала.

## Память
В его честь в 1976 году был назван лунный кратер Аль-Марракиши.